# Dianne Kahura
Dianne Apiti coniugata Kahura (Auckland, 1º maggio 1969) è un'ex rugbista a 15 neozelandese, due volte campionessa mondiale con le Black Ferns.

## Biografia
Proveniente dalla provincia di Auckland, fece parte della prima selezione femminile di rugby a 7 neozelandese che partecipò all'Hong Kong Seven 1997.
Nel XV esordì a livello internazionele nella Coppa del Mondo 1998 nei Paesi Bassi in un match contro la Germania; alla fine della competizione si laureò campione del mondo e nel 2000 si ritirò dalle competizioni una prima volta; tornata nel 2001 alle competizioni, fu convocata anche alla Coppa del Mondo 2002 in Spagna.
In tale rassegna disputò il suo secondo mondiale consecutivo, coincidente anche con la seconda affermazione, dopo la quale si ritirò definitivamente.

## Palmarès
- Coppe del mondo: 2
Nuova Zelanda: 1998, 2002
- Farah Palmer Cup: 4
Auckland: 1999, 2000, 2002